# Åsgårda Stenåkrar
Åsgårda Stenåkrar este o arie protejată (arie specială de conservare — SAC, sit de importanță comunitară — SCI) din Finlanda întinsă pe o suprafață de 58,11 ha, integral pe uscat.

## Localizare
Centrul sitului Åsgårda Stenåkrar este situat la coordonatele 60°20′33″N 20°03′35″E / 60.3425°N 20.059722°E.

## Înființare
Situl Åsgårda Stenåkrar a fost declarat sit de importanță comunitară în octombrie 1995 pentru a proteja un număr necunoscut de specii din flora spontană și fauna sălbatică aflate în arealul zonei. Situl a fost protejat și ca arie specială de conservare în decembrie 2015.

## Biodiversitate
Situată în ecoregiunea boreală, aria protejată conține 1 habitat natural: Taiga vestică.
La baza desemnării sitului se află un număr nedeclarat de specii protejate.
Pe lângă speciile protejate, pe teritoriul sitului au mai fost identificate 1 specie de păsări.